# شهرک ابرج
شهرک ابرج، روستایی از توابع دهستان درودزن شهرستان مرودشت در استان فارس ایران است.
این روستا در دامنه کوهی تاریخی به نام اشکنوان قرار دارد.این کوه جزو سه تخت گزین میباشد.
فردوسی درباره سه تخت گزین این چنین می‌گوید:
کنام دلیران ایران زمین...گل است و گلاب و سه تخت گزین
در سال ۱۳۹۴ غاری بسیار زیبا و عجیب در کوه شهرک کشف شد که داخل غار قندیل های بسیار زیبا و دیدنی وجود دارد.
به گفته مورخان قدمت روستا به دوره ساسانی بر میگردد.

## جمعیت
این روستا در دهستان درودزن قرار دارد و براساس سرشماری مرکز آمار ایران در سال ۱۳۸۵، جمعیت آن ۲٬۷۴۷ نفر (۶۰۶خانوار) بوده‌است.